# الآثار الصحية للنبيذ

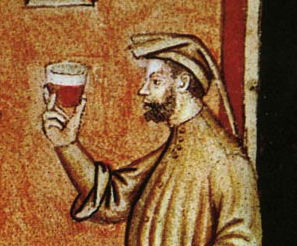
النبيذ له تاريخ طويل من الاستخدام في عالم الطب والصحة.

إن موضوع النبيذ والصحة هو موضوع له مناقشات وبحوث مستفيضة. وللنبيذ تاريخ طويل لاستخدامه كشكلٍ من أشكال الدواء المبكر، وأوصى به كبديل آمن لمياه الشرب، وكمطهر لعلاج الجروح، وكمساعد على الهضم، كما استخدم أيضًا كعلاج لفئات عديدة من أمراض الإعياء والإسهال، وللتخفيف من آلام الولادة.
وتصف مخطوطات مصر القديمة ولوحات سومر والتي تعود إلى عام 2200 قبل الميلاد، الدور الطبي للنبيذ، فأصبح بذلك أقدم دواء مسجل من صنع الإنسان. واستمر النبيذ في لعب دورٍ مهم في الطب حتى أواخر القرن التاسع عشر وبدايات القرن العشرين، إلى حين ألقت الآراء والأبحاث الطبية عن الكحول والكحولية المختلفة الشكوك حول دور النبيذ كجزءٍ من النظام الغذائي الصحي.
وفي أواخر القرن العشرين وبدايات القرن الحادي والعشرين، بدأت المؤسسة الطبية إعادة النظر في دور الاستهلاك المعتدل للنبيذ على الصحة، وبدأ ذلك جزئيًا بسبب الاهتمام العام بالتقارير التي قدمها البرنامج الإخباري الأمريكي «60 دقيقة» عن ظاهرة «المفارقة الفرنسية».

## الدور التاريخي للنبيذ في الطب
ارتبط الطب المبكر ارتباطًا وثيقًا بالدين والقوى الخارقة للطبيعة، حيث إن الأطباء الأوائل كانوا قساوسة وسحرة وجعلت الرابطة الوثيقة بين النبيذ والطقوس الدينية من النبيذ أداةً منطقية لهذه الممارسات الطبية المبكرة. وتتضمن لوحات الثقافة السومرية وبرديات مصر القديمة التي يرجع تاريخها إلى 2200 قبل الميلاد وصفاتٍ لأدوية أساسها النبيذ، جاعلةً من النبيذ أقدم دواء مؤرخ من صُنع الإنسان.

### التاريخ المبكر

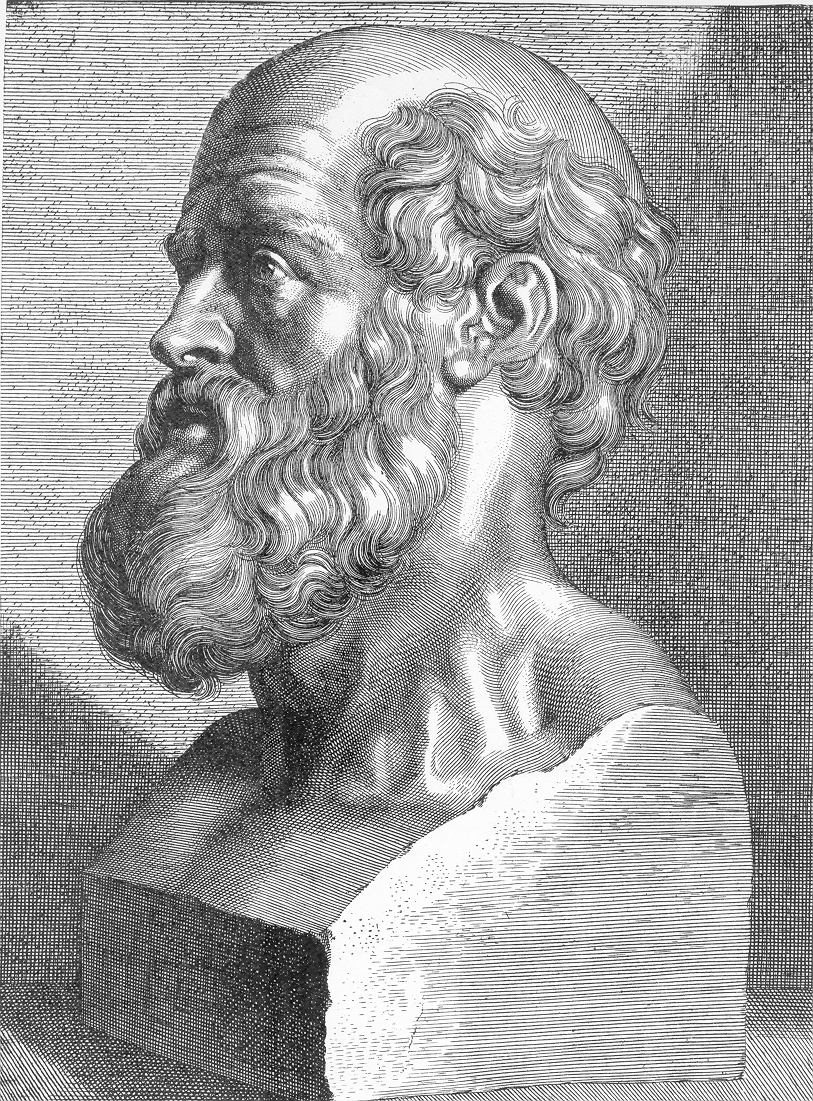
وصف أبقراط، أبو الطب الحديث، النبيذ لعلاج مجموعة متنوعة من الأمراض، ومن ضمنها الإعياء والإسهال.

وعندما قدَّمت اليونان القديمة منهجًا أكثر تنظيمًا للطب، احتفظ النبيذ بدوره البارز. ونصح الطبيب الإغريقي أبقراط بشرب النبيذ كجزءٍ من حِمية غذائية صحية، ودعا إلى استعماله كمطهر للجروح، أو كوسيط يُمزج فيه الدواء لتسهيل استهلاك المريض له. ووصِف أيضًا النبيذ كعلاج لمجموعة متنوعة من الأمراض تتراوح بين الإسهال والخمول إلى ألم الولادة. وتضمنت الممارسات الطبية لأطباء روما القديمة استخدام النبيذ بشكلٍ مماثل. في أحد أعماله الطبية تحت عنوان «كتاب الطب» (باللاتينية: De Medicina) قام الموسوعي والطبيب الروماني آولوس كورنيليوس سلزوس في القرن الأول بعد الميلاد، بعرض قائمةٍ طويلة مفصَّلة للنبيذ اليوناني والنبيذ الروماني المستخدم لأغراض طبية. وعند معالجة المصارعين في آسيا الصغرى، كان يستخدم الطبيب الروماني جالينوس النبيذ كمطهر لكل أنواع الجروح، حتى إنه كان ينقع الأمعاء المكشوفة قبل إعادتها ثانيةً إلى الجسد. وخلال سنواته الأربعة في معالجة المصارعين وقعت خمس حالات وفاةٍ فقط، مقارنةً بحالاتِ الوفاة الستين خلال سنوات عمل الطبيب السابق له.
ولعب الدين دورًا هامًا في ترويج استخدام النبيذ لفوائده الصحية. وأشار التلمود إلى النبيذ بأنه «يأتي في مقدمة جميع الأدوية: وحين لا يتوفر النبيذ، تصبح الأدوية ضرورية.» ونصح بولس الطرسوسي في الرسالة الأولى إلى تيموثاوس، بأن يشرب زميله الشاب القليل من النبيذ من حين إلى آخر ليفيد معدته والهضم. بينما احتوى كتاب الإسلام المقدس القرآن على تحريم على جميع المشروبات الكحولية، أشار الأطباء المسلمون مثل ابن سينا الفارسي الأصل في القرن الحادي عشر بعد الميلاد، إلى أن النبيذِ يساعد على الهضم، ولكنهم حصروا استخدامات النبيذ فقط على التطهير عند تضميد الجروح طبقًا للقواعد الإسلامية. وكانت الأديرة الكاثوليكية خلال العصور الوسطى تستخدم النبيذ بانتظام في مختلف العلاجات الطبية. وقد كانت العلاقة وثيقة بين دور النبيذ والطب، لدرجة أنه تمت كتابة أول كتاب عن النبيذ في القرن الرابع عشر على يد الطبيب أرنالدوس دي فيلا نوفا، واحتوى على مقالاتٍ مطولة حول ملاءمة النبيذ لعلاج مجموعة متنوعة من الأمراض مثل مشاكل الخرف ومشاكل الجيوب الأنفية.

### اختلاف الآراء يسلط الضوء على مخاطر الاستهلاك
ربما كانت قلة مياه الشرب لوقتٍ طويل من تاريخ البشر أحد أسباب شعبية النبيذ في الطب. وكان لا يزال النبيذ يستخدم لتعقيم المياه حتى وقت متأخر في أثناء وباء الكوليرا في هامبورغ عام 1892 للحد من انتشار المرض. ومع ذلك، وفي أواخر القرن التاسع عشر وأوائل القرن العشرين، بدأت فترة تغيير الآراء حول دور الكحول (وبالتبعية) النبيذ في الصحة والمجتمع. وبدأت حركة ضبط النفس (بالإنجليزية: Temperance movement) باكتساب الشعبية عن طريق ترويجها لمساوئ إدمان الكحول، والتي عرفته المؤسسة الطبية في نهاية المطاف كمرض. والدراسات المتعلقة بالأثار الكحولية طويلة الأجل والآثار الكحولية على المدى القصير، تسببت في قيام الكثيرين من المجتمع الطبي بإعادة النظر في دور النبيذ في الطب والنظام الغذائي. وتحول الرأي العام ضد استهلاك الكحول بأي شكلٍ من الأشكال مما أدى إلى حظر الكحوليات في الولايات المتحدة وبلدان أخرى. وتمكن النبيذ من الحفاظ على دورٍ محدود في بعض المناطق، مثل الولايات المتحدة التي استثنت «النبيذ العلاجي» والذي كان يباع بشكلٍ قانوني في الصيدليات. كان التسويق لهذه الخمور يعتمد على فوائِدها الطبية، ولكن استخدمت بعض مَصانع النبيذ هذا الإجراء بمثابة ثغرة لبَيع كمياتٍ كبيرة من النبيذ للاستهلاك الترفيهي. وردًا على ذلك، أصدرت حكومة الولايات المتحدة الأمريكية أمرًا رسميًا يطالب المنتجين بإضافة عنصر دواء مقيء، من شأنه تحفيز التقيؤ عند استهلاك كمية فوق مستوى جرعةٍ معينة.
وبين أوائل ومنتصف القرن العشرين، أشار المدافعون عن الصحةِ لمخاطر استهلاك الكحول، والدور الذي يلعبه في مجموعة من الأمراض مثل: اضطرابات الدم، وفرط ضغط الدم، والسرطان، والعقم، وتلف الكبد، وضمور العضلات، والصداف، والالتهابات الجلدية، والسكتات الدماغية، وتلف المخ طويل الأجل. وأظهرت الدراسات وجود علاقة بين استهلاك الكحول وبين الأَمهات الحوامل وزيادة خطر التخلف العقلي والتشوهات فيما عُرف باسم متلازمة الكحول الجنينية، الأمر الذي أدى إلى استخدام العلامات التحذيرية على المنتجات التي تحتوي على الكحول في بلدان عِدة.

### المفارقة الفرنسية وتَجَدد الاهتمام بفوائد الاستهلاك

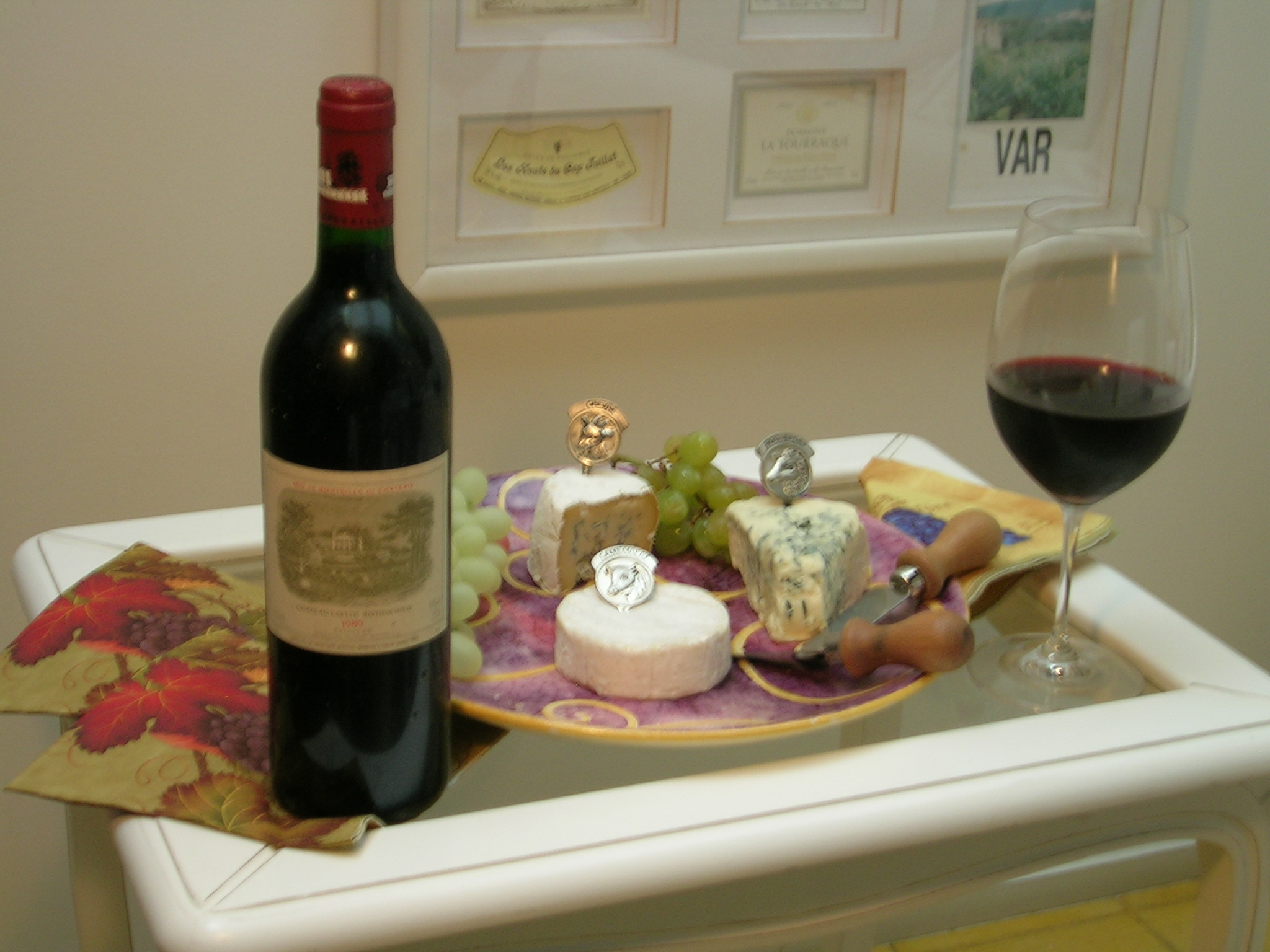
بالرغم من اتباعهم لحمية غذائية تتضمن منتجات الألبان مرتفعة الدهون مثل الجبن، يحظى الفرنسيون بمعدلاتٍ أقل لأمراض القلب وأحد التفسيرات المحتملة لذلك هي المفارقة الفرنسية وهي الاستهلاك الدائم للنبيذ الأحمر.

شهدت التسعينات وأوائل القرن العشرين اهتمامًا متجددًا بالفوائد الصحية للنبيذ، فبدأت تلك الفترة بأبحاثٍ متزايدة تقترح أن مستهلكي النبيذ المُعتدِلين يحظون بمعدلاتِ وفاةٍ أقل من المستهلكين بغزارة أو الممتنعين عن شرب الكحول. وفي نوفمبر من عام 1991 أذاع برنامج «60 دقيقة» الأمريكي حلقة على ما يسمى بـ«المفارقة الفرنسية». وضم البرنامج الأعمال البحثية لعالم نبيذ بوردو سيرجي رينود، وتناول البرنامج العلاقة التي تبدو أنها مفارقة ما بين الحميات الغذائية المحتوية على الدهون العالية ومنتجات الألبان التي يتناولها الفرنسيون وتدني وقوع أمراض القلب والشرايين بينهم. ووضح البرنامج أوجه الشبه بين الحميات الغذائية الفرنسية والأمريكية والبريطانية، التي تحتوى هي أيضًا على نسبٍ عالية من الدهون ومنتجات الألبان ولكنها تضمنت حالات كثيرة من أمراض القلب. وواحدة من النظريات التي اقترحها رينود في البرنامج هي أن الاستهلاك المعتدل للنبيذ الأحمر كان عاملاً مقللاً للخطر عند الفرنسيين، ومن الممكن أن يكون لذلك النبيذ آثار صحية إيجابية أخرى ولكنها لم تُدرس بعد. بعد بث برنامج «60 دقيقة»، ارتفعت مبيعات النبيذ الأحمر في الولايات المتحدة بنسبة 44% مقارنة بالسنواتِ السابقة.
ويمكن رؤية هذا التغير عند النظر للنبيذ في تطور اللغةِ المستخدمة في الإرشادات الغذائية لإدارة الأغذية والأدوية الأمريكية. واحتوت نسخة عام 1990 للإرشادات الغذائية على البيان الباطني بأنه «لا يوجد للنبيذ فائدة صحية خالصة». وبحلول عام 1995، تم تغيير محتوى البيان لِيسمح باستهلاكٍ معتدل مع الوجبات، بشرط عدم الإصابة بأيٍ من المخاطر الصحية الأُخرى المُتعلقة بالكحول. ومن وجهةِ نظرٍ بحثية، بدأ العلماء في التفريق بين استهلاك الكحول لمختلف أنواع المشروبات – النبيذ والبيرة والمشروبات الروحية. سمح هذا التمييز للدراسات بتسليط الضوء على الفوائد الصحية الإيجابية للنبيذ، بغض النظر عن الوجود المجرد للكحول. ومع ذلك يميل شاربو النبيذ إلى التشارك في العادات وأساليب الحياة – نظام غذائي أفضل، وممارسة التمارين الرياضيةِ بانتظام، وعدم التدخين – التي قد تكون هي نفسها من العوامِل المشاركة في المنافع الصحية المزعومة، وذلك مقارنةً بمن يشربون البيرة والمشروبات الروحية، أو هؤلاء الذين يمتنعون عن الشرب كليةً.

## الاستهلاك المعتدل

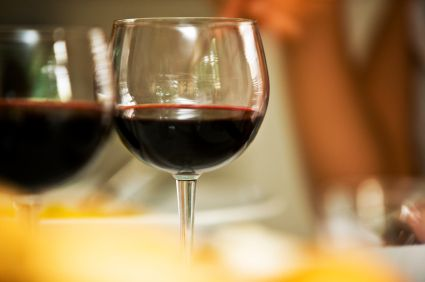
يُعَرِّف بعض الأطباء الاستهلاك "المعتدل" بكوبٍ واحدٍ 5 أونصات (150 مل) كل يومٍ للنساءِ وكوبَين يوميًا للرجال.

وتقوم أغلب الأبحاث في الفوائد الصحية الإيجابية لاستهلاك النبيذ بالتمييز بين الاستهلاك المعتدل، والكثيف، والشرب بنهم. ويَختَلِف ما يشكل مُعدل اِستهلاك صحي ومُعتدل من شخصٍ لآخر، حَسب العمر، والجنس، وعلم الوراثة الطبية، والوزن، وقامة الجسم، ويعتمد أيضًا على الموقف-أي هل يتم تناول طعام أيضًا، وهل تتواجد أية أدوية في جسمِ الفرد..إلخ. وتميل عامة النساء إلى امتصاص الكحول أسرع من الرجال، نتيجةً لانخفاض محتوى سوائل الجسم لَديهن، والفروقات في مُعدلات إنزيمات المَعِدة، ولذلك تميل معدلاتهن للاستهلاك المعتدل إلى أن تكون أقل من معدل رجلٍ بنفس العمر والوزن. ويُعَرِّف بعض الأطباء الاستهلاك «المعتدل» 5-أوصنة-أمريكية-سائلة (150 مـل) بكوبٍ واحدٍ 5 أونصات (150 مل) كل يومٍ للنساءِ وكوبَين يوميًا للرجال.
ووجهات النظر في مقدار الاستهلاك المعتدل لها تاريخ طويل، تقريبًا بطول تاريخ دور النبيذ في الطب. يعتقد الشاعر اليوناني الكبير إيوبالاس أن الكمية المثالية للاستهلاك هي ثلاثة أكواب (الكيليكس عند الإغريق) ومعدل ثلاثة أكواب كان الطابع الشائع في الكتابات اليونانية؛ وبمعايير اليوم زجاجة النبيذ القياسية (750 مل) تحتوي تقريبًا على مقدار ثلاثة أكواب من الكيليكس (250 مل أو 8 أونصة سائلة للواحدة) وفي مسرحية «سيميلي أو ديونيسوس» العائدة إلى عام 375 قبل الميلاد، جعل إيوبالاس شخصية ديونيسوس تقول:
| الآثار الصحية للنبيذ | ثلاثة أكواب أخلطهم للكفاية: واحد للصحة، التي يفرغونها أولاً، والثاني للحب والمتعة، والثالث للنوم. وعندما ينتهى هذا الكوب، يرحل الضيوف الحكماء إلى منازلهم. الكوب الرابع لم يعد لنا، ولكنه ينتمي إلى العنف، والخامس للضجة، والسادس للعربيد المخمور، والسابع للعيون السوداء، والثامن لرجل الشرطة، والتاسع للمكبود، والعاشر للجنون وإلقاء الأثاث. | الآثار الصحية للنبيذ |

## التركيب الكيميائي

### الفينول والبوليفينول الطبيعيان
بالرغم من أن النبيذ الأحمر يحتوي على مركبات كيميائية أخرى كثيرة لها فوائد صحية، ولكن الرسفيراترول أكثر ما تم دراستة. يقع الرسفيراترول والمركبات الأخرى المماثلة في فئة الفينول. وللبوليفينول دور رئيسي في الفوائد الصحية للنبيذ كواحد من مضادات الأكسدة التي تمنع تلف الخلايا؛ ولكن لم يتم فهم الآثار الممكنة لهذه المركبات الكيميائية بالكامل. تظهر دراسة حديثة أن 100 مل فقط من نبيذ بلوفرانكست (Blaufränkisch) لعام 2003، تحتوي على ما يعادل أربعة أضعاف البوليفينول الموجود في الجرعة اليومية من المضاد الحيوي روزيجليتازون (rosiglitazone).
وظهر أن للـسينامات (Cinnamate) عند العرض على كاشف فنتون (Fenton's reagent) (الحديد الحفاز (II) مع بيروكسيد الهيدروجين) نشاط مضاد للأكسدة أكثر من ذلك للفينولات الطبيعية الموجودة في النبيذ.

### الرسفيراترول
الريسفيراترول هو من اللا فلافونويد مركب فينولي في النبيذ، متواجد في النبيذ بسبب تركيزاته العالية في قشرة العنب. وقد تلقى اهتمام كبير في كل من وسائل الإعلام ومجتمع البحث الطبي، فوائده الصحية المحتملة. وبانتماءه لمجموعة المركبات المعروفة بـالستيلابنويد (stilbenoid)، يتواجد الرسيفيراتول أيضًا خارج عائلة كرمة شجرة العنب في نباتات مثل الكينا والفول السوداني. ويُعتبر من آليات الدفاع لكرمات العنب، ويستخدم في شكل داحرة نباتية والتي تنتج في الأوراق وقشرة الحبة للرد على هجوم ميكروبي فطري أو مرض العنب. وفي إطار مُسيطر عليه، يمكن إنتاج هذا التفاعل صناعيًا بالتعرض للأشعة فوق البنفسجية. تراكم الرسفيراترول يتباطأ وأحيانا سيوقف انتشار العدوى.
وفقا لباحثين جامعة ولاية نورث كارولاينا (NC)، تحتوي الموسكادينات على مزيج فريد من مضادات الأكسدة الطبيعية العديدة، التي يمكن أن تقلل من عوامل الخطر المرتبطة بالأمراض التنكسية.
ولا يتساوي إنتاج وتركيز الرسيفيراتول بين جميع أصناف عنب النبيذ. ويمكن للاختلافات في نوع النسل، والجذر، والكرمة، وكذلك الظروف المناخية، أن تؤثر على إنتاج الرسيفيراول. ويبدو أن درجة التعرض لمخاطر أكبر من حالات العدوى الفطرية، وأمراض العنب تلعب دورا هي أيضًا. وعائلة الـكرمة دائرية الأوراق، التي تكيفت مع مرور الوقت من خلال التعرض لأمراض عنب أمريكا الشمالية مثل الـفيلوكسيرا، تحتوي على بعض من أعلى التركيزات من الرسفيراترول بين العنب والنبيذ. ومن الكرمات النبيذية الأوروبية، كروم مشتقة من عائلة البورجندي البينو والتي تحتوي عادة على كميات أعلى بكثير من الرسفيراترول من تلك الموجودة في الكرمات المشتقة من عائلة الـكابرنيه البوردو. ومناطق النبيذ ذات المناخ الأكثر برودة، ورطوبة تكون أكثر عرضة للإصابة بأمراض العنب والهجمات الفطرية، (مثل نبيذ أوريغون، ونبيذ نيويورك) وتميل إلى إنتاج عنب بتركيزات أعلى من الرسيفراترول من تلك الموجودة في المناطق ذات المناخ الأدفء، والجاف مثل نبيذ كاليفورنيا ونبيذ أستراليا.
يميل النبيذ الأحمر إلى أن يكون له تركيزات أعلى من الرسيفراترول من تلك الموجودة في النبيذ الأبيض، بالرغم من أن أنواع عنب النبيذ الأبيض تنتج نفس الكميات في الكروم. ويكون هذا بسبب أن النبيذ الأبيض يقضي خلال عملية الـنبذ وقت قليل (إن قضي) مع قشرة العنب الغنية بالرسيفراترول. وتعطي فترة النقع للنبيذ لونه، كما تسمح بخروج المركبات الفينولية مثل الرسيفراترول في النبيذ. ويمكن لتقنيات صنع الخمر الأخرى، مثل استخدام بعض سلالات الخميرة خلال عملية التخمير، أو بكتريا حمض اللاكتيك خلال عملية التخمير المالولاكتيك، أن يكون لها تأثير على كمية الرسفيراترول في النبيذ. وبالمثل فأن استخدام عوامل منقية خلال مرحلة تنقية واستقرار النبيذ يمكن أن تجرد النبيذ من بعض جزيئات الرسفيراترول.
وقد شجع بروز الرسفيراترول في الأخبار وارتباطه بالفوائد الصحية الإيجابية بعض مصانع النبيذ على تسليط الضوء عليه في تسويقهم للنبيذ. وفي أوائل القرن الحادي والعشرين، طلبت كروم وادي ويلاميت منتج أوريغون للنبيذ الموافقة من مكتب الكحول والتبغ والضرائب والتجارة (TTB) على أن يذكروا نسب الرسفيراترول على بطاقات النبيذ الخاصة بهم، والتي تتراوح بين 19 إلى 71 مايكرومول للتر الواحد (أعلى من المعدل المتوسط 10 مايكرومول في معظم النبيذ الأحمر). وأعطى مكتب الكحول والتبغ والضرائب والتجارة موافقة مبدئية إلى مصنع النبيذ، مما يجعله أول من يستخدم هذه المعلومات على بطاقات النبيذ. وفي حين أن الرسفيراترول هو صاحب أوسع تغطية دعائية، هناك عناصر أخرى في النبيذ التي كانت محور الأبحاث الطبية للمنافع الصحية المحتملة. وتشمل هذه المركبات الكاتيكين والكويرسيتين.
للحصول على كامل فوائد الرسفيراترول في النبيذ، يُنصح باحتساء النبيذ ببطء. معظم الرسفيراترول في مشروب النبيذ الأحمر لا يصل إلى الدورة الدموية بسبب التثبيط لمفعولة في القناة الهضمية والكبد. ومع ذلك، عند الاحتساء ببطء، يمكن للامتصاص طريق الأغشية المخاطية في الفم، أن يؤدي إلى ما يصل إلى حوالى 100 مرة من مستويات الدم من الرسفيراترول.
على الرغم من التيار الصحافي السائد الذي يزعم آثار الرسفيراترول المضادة الشيخوخة،  لا توجد بيانات مقبولة لتشكيل أساس علمي لتطبيق هذه الإدعاءات على الثدييات--في الوقت الحاضر، البحث في آثار الرسفيراترول مازال في مراحله الأولي، وأننا لا نعرف الآثار الطويلة الأمد للمكملات لدى البشر

## تأثير النبيذ على الجسم

### العظام
وقد تبين أن الاستهلاك الثقيل للكحول له اثاره الضارة على العمليات الخلوية التي تنشئ الأنسجة العظمية. واستهلاك الكحول لمدة طويلة الأجل بمستويات عالية يزيد من احتمالية الـانكسار. وتقترح دراسات من مستشفى سانت توماس في لندن، ومجموعة وبائيات مرض هشاشة العظام (EPIDOS) الطبية، أن الاستهلاك المعتدل من النبيذ قد يقدم فوائد إيجابية للمرأة، وخصوصًا كبار السن منهن في الحفاظ على كثافة العظام وتقليل خطر تخلخل العظم. وبينما ظهر أن استهلاك أكثر من ثلاثة كؤوس من النبيذ يوميًا يحد من كثافة العظام، أظهرت دراسة فرنسية أن النساء اللائي يشربن باعتدال (من 1 إلى 3 كؤوس يوميًا) عندهن زيادة عامة في كثافة العظام على مدار فترة الدراسة التي امتدت سنتين. ومع ذلك، لاحظ الأطباء الذين شاركوا في الدراسة الفرنسية أنه يمكن أن يكون هناك دور لعوامل أخرى بخلاف استهلاك النبيذ، بأسلوب حياة المستهلكين المعتدلين للنبيذ النشيط والذي يتضمن النشاط البدني، المفيد هو أيضًا لكثافة العظام.

### السرطان
الكحول عبارة عن ذيفان ويدمر الخلايا. وقد صنفت الوكالة الدولية لبحوث السرطان التابعة لمنظمة الصحة العالمية الكحوليات من قائمة المواد المسرطنة 1. ولقد ربطت الدراسات بين الاستهلاك المعتدل للكحول وزيادة خطر الإصابة بأنواع مختلفة من السرطان بما فيها الثدي، والقولون، والمريء وسرطان المعدة. وقد تم التركيز على منافع النبيذ الإيجابية المتعلقة بالسرطان على خواص مضاد تأكسد للرسفيراترول، الموجود في العنب، مع بعض النتائج المخبرية التي تبين خاصية وقائية تحول دون التغيرات السرطانية في الخلايا. البحث جار مع عدم وجود نتائج حاسمة، وإن كانت بعض الدراسات تشير إلى أن الاستهلاك المعتدل للنبيذ قد يقلل من خطر الإصابة بـسرطان الرئة، ، وسرطان المبيض، وسرطان الموثة.

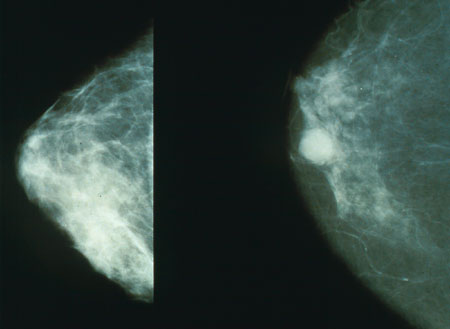
في حين أن الكحول هو مادة مسرطنة معروفة يمكن أن تزيد من خطر الإصابة بسرطان الثدي، تشير دراسات الحديثة إلى أن الرسفيراترول، والتي يمكن العثور عليها في النبيذ، قد تتمكن من خفض إنتاج أيضات هرمون الاستروجين الذي يعزيز نمو الأورام السرطانية (مثال توضيحي على اليمين) في الثدي.

وفي أوائل عام 2009، تقترح ثلاث دراسات مستقلة نشرت في مجلة أمراض الجهاز الهضمي الطبية أن الاستهلاك المعتدل للنبيذ قد يقلل من خطر الإصابة بأنواع معينة من سرطانات المريء مثل سرطان المريء وحالة ورم محتمل الخباثة ومريء باريت (Barrett's esophagus). وفي دراسة معينة، قام بها كايزر بيرماننتي (Kaiser Permanente) في ولاية كاليفورنيا، ظهر أن للمستجيبين الذين أفادوا بشرب ما لا يزيد عن كأس واحد من النبيذ في اليوم، سجلوا انخفاص بنسبة 56% لخطر الإصابة بسرطان مرئ باريت-وهي نسبة أقل من المسرفين والممتنعين عن الشراب. وبينما ثُبت أن الاستهلاك الزائد للكحول يزيد من خطر الإصابة بسرطان المرئ، تقترح تلك الدراسات أن مضادات الأكسدة الموجودة في النبيذ قد تمنح فوائد إذا تم استهلاكه باعتدال، ولكن لا يوجد رابطة حاسمة بين الاثنين. وردًا على تلك الدراسات، يوضح الدكتور براتيك شارما (Dr Prateek Sharma)، الدكتور بمدرسة الطب لـجامعة كانساس، بأنه قد يكون هناك روابط أخرى، مثل أن الناس الذين يشربون النبيذ عادة ما يعيشون بأسلوب صحي، باستهلاك أقل للدهون وأكل أكثر للفاكهة والخضروات.
ويقترح بحث أجرى في كلية الصحة العامة بجامعة ييل في 2009، أنه من الممكن أن يكون للنبيذ بعض الفوائد الوقائية من بعض أنواع السرطان. وتم سؤال نساء مصابات بـلمفومة لاهودجكينية عن أنماط استهلاكهن للكحول، وتمت متابعتهن لمدة بين 8 إلى 12 سنة. وبالمقارنة مع من لا يشربون، كانت النساء الشاربة للنبيذ لمدة لا تقل عن 25 سنة سابقة أقل عرضة للموت على مدار 5 سنوات قادمة بنسبة 33%، وأقل احتمالا للتعرض لانتكاسة أو تنمية سرطان ثانوي بنسبة 26% خلال نفس فترة الخمس سنوات. ومن بين كل النساء في الدراسة، 75% من الائى شربوا ما لا يقل عن 12 كأس من النبيذ على مدى حياتهم كانوا أحياء، مقارنة بنسبة 66% من النساء الائى لم يشربن أي نبيذ. ولم تظهر النساء اللائي شربن الكحول، البيرة، والمشروبات الروحية أي فروق.
وفي حين أن الكحول نفسه ارتبط بزيادة خطر الإصابة بسرطان الثدي لدى النساء، اقترح باحثو دراسة أجريت عام 2008 في جامعة نبراسكا أنه قد يكون للريسفيراترول، الموجود في العنب، منافع وقائية مضادة لسرطان الثدي. والتعرض المطول لخلايا الثدي للـإستروجين لطالما تم الاشتباه فيه كعامل خطر أساسي لسرطان الثدي. وهذا التعرض قد يتسبب في ظهور أيضات الاستروجين السامة، التي تتفاعل مع الحمض النووى الريبوزي منقوص الأكسجين (DNA) في الجسم لتشجيع نمو ورم. وقام باحثون في جامعة نبراسكا بتعريض خلايا ثدي بشرية نمت في المختبر، لجرعات منخفضة من الرسفيراترول، ووجد العديد من النتائج الإيجابية لم يقوم التعرض للرسفيراترول بتقليل إنتاج أيضات الاستروجين فقط، ولكنه أيضًا زاد من إنتاج الانزيم الذي يدمر هذه الأيضات. وبدا أيضًا أنه تم الحد من التفاعل بين هذه الأيضات والحمض النووى، مم يحد من تشجيع نمو الورم. كانت جرعة الرسفيراترول المستخدمة في تلك الدراسة صغيرة، بتركيز 10 مايكرومول للتر الواحد. ولكأس النبيذ الاعتيادي تركيز بين 9 و28 مايكرومول للتر الواحد. ومع ذلك، فإن هذه الدراسة المختبرية لا تشير إلى أن استهلاك النبيذ سوف ينتج التركيز اللازم من الرسفيراترول في مجرى الدم ليينتج عنه هذه الخصائص المكافحة للسرطان.

### الجهاز القلبي الوعائي (جهاز الدوران)

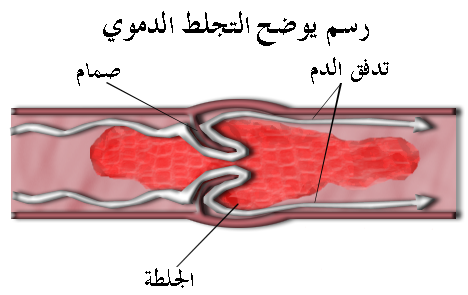
الخصائص المضادة لتخثر للنبيذ قد يكون لها فوائد محتملة لتقليل خطر الإصابة بالخثرةالتي قد تؤدي إلى الإصابةِ بمرض القلب.

وقد أظهرت الدراسات أن الذين يشربون بِكثرة يضعون أنفسهم في خطرٍ أكبر للإصابة بمرض القلب وقد يصابون باضطراب النظام القلبي الذي قد يكون مميتًا، كما قد يتسبب الاستهلاك الزائد للكحوليات في ارتفاع ضعظ الدم، وارتفاع معدلات الكوليسترول، وضعف عضلات القلب. أما بالنسبة للذين يشربون باِعتدال، تُشير الأبحاث الطبية إلى أن الاستهلاك المُعتدل للنبيذ قد يؤدي إلى انخفاض نسبة الوفاة وأخطار الإصابة بأمراضِ القلب. أظهرت الدراسات أنه يمكن لشارب النبيذ المعتدل تحسين التوازن بين البروتين الدهني منخفض الكثافة (LDL) (أو الكوليسترول «الضار») والبروتين الدهني عالي الكثافة (HDL) (أو الكوليسترول «النافع»)، والذي يُعتَقد نظريًا أنه يُنظِف أو يُزيل البروتين الدهني منخفض الكثافة ويمنعه من سد الشرايين. والمسبب الرئيسي للأزمات القلبية وآلام الذبحة الصدرية، هو قلة الأكسجين بسبب تراكم جلطات الدم وتعصد الأوعية في الشرايين. وللكحول في النبيذ خصائص مضادة للتخثر التي تحد من تخثر الدم عن طريق جعل الصفائح في الدم أقل عرضة للالتصاق ببعضها وتَحِدُّ من مستويات بروتين فبرين الذي يربط بينها. ومع ذلك تَبقى مُضادات التَخثر للنبيذ في الجسمِ لمدةٍ أقصاها 24 ساعة بعد استهلاكه. وبينما قد يُقلل شُرب كأس من النبيذ قبل النوم خطر الإصابة بذبحةٍ صدرية في اليومِ التالى، إلا أن هناك احتمالية لوجود آثار الكحول طويلة الأمد. ويمكن أيضًا أن تَتَضخم تلك الخَصائِص المضادةِ للتخثر تَضَخمًا سلبيًا مع الإسرافِ في الشرب، وعندها يصبِح الفرد مصابًا بزيادة في مضادات التخثر ومعرض للخطر الزائد بالإصابة بجلطة أو ذبحة صدرية.
وركزت دراسات إضافية على فوائدِ مركب الفينول الريسفيراترول لصحةِ القلب والشرايين. وتقترح بعض الدراسات أن خصائص مضادات الأكسدة للريسفيراترول تكبح التفاعل التأكسدي لكوليسترول البروتين الدهني منخفض الكثافة، وتقلل من «التصاقِ» الصفيحات التي تشكل التخثرات الدموية.

### الخرف والوظائف العقلية
واحدة من آثار الكحول على المدى القصير هي إعاقة الوظيفة العقلية، والتي قد تؤدي إلى تغيراتٍ سلوكية وضعف الذاكرة. فالآثار طويلة المدى للشرب الكثير قد تكبح نمو الخلايا العصبية الجديدة، وتزيد خطر الإصابة بالاكتئاب فقد وربطت الدراسات بين الاستهلاك المُعتَدل للكحوليات وتقليل خطر الإصابة بالزهايمر والخرف، رغم أن دور النبيذ في هذه الرابطة لم يتم فهمه بالكامل بعد. وتَقترح دراسة في عام 2009 قامت بها كلية الطب جامعة ويك فورست، أن الاستهلاك المعتدل للكحوليات قَد يُساعِد البالغين الأصحاء على صد مَخاطر الإصَابة بالخرف، ولكن من الممكن أن يُسرع تدهور الذاكرة بالنسبة لأولئك الذين يعانون بالفعل من الضعف الإدراكي. ولم يتَم بعد تحديد السبب في المنافع المحتملة للاستهلاك المعتدل، وقد يكون غير مرتبط أصلاً بالكحول، ولكن بعوامل أساليب الحياة المشتركة بين من يشربون باعتدال (مثل: التمارين الرياضية والحميات الغذائية). إذا كان ذلك حقًا الاستهلاك المعتدل، فالباحثون يتوقعون أن يكون دور الكحول في دفع إنتاج «الكوليسترول النافع» هو الذي يحول دون تلاصق الصفيحات الدموية ببعضِها البعض. ومن الأدوار الأخرى المحتملة للكحول في الجسم، قد يكون تحفيز إطلاق أستيل الكولين الذي يؤثر على عمليات المخ والذاكرة.

### مرض السكري
وقد أظهرت الأبحاث أن المستويات المعتدلة من استهلاك الكُحوليات مع وجبات الطعام لا يكون له تأثير كبير على مستوى سكر الدم. وأشارت دراسة أُجريت عام 2005 قُدمت إلى رابطة مرض السكري الأمريكية، إلى أن الاستهلاك المعتدل قد يقلل من خطر الإصابة بسكري النمط الثاني.

### الجهاز الهضمي

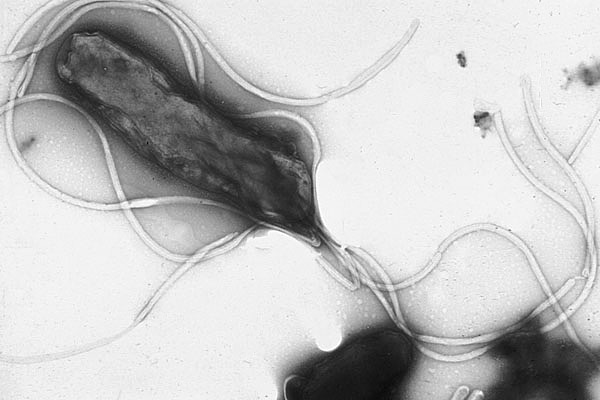
قد تقلل الطبيعة المضادة للبكتيريا للنبيذ، خطر الإصابة بعدوى البكتيريا الملوية البوابية، التي تتصل بسرطان المعدة، والتهاب المعدة والقرحة الهضمية كذلك.

ولطالما اتصلت طبيعة الكحول المضادة للبكتريا مع تهدئة التهابات المعدة والأمراض مثل إسهال المسافرين، حيث تم تفضيله كعِلاج للعلاجات المتصفة بقلة الصُفيحات البزموت. وخطر الإصابة بالعدوى من بكتريا الملوية البوابية، المتصلة اتصالاً وثيقًا بالتسبب في التهاب المعدة والقرحة الهضمية كما تتصل بشدة بسرطان المعدة، يَظهر أنه يَقِل بالاستهلاك المُعتدل للكحول. وأظهرت دراسة أجريت في ألمانيا في أواخر التسعينات، أن الذين لايشربون معدلات إصابتهم بالملوية البوابية أعلى قليلًا من شاربي النبيذ والبيرة المُعتَدلين.
واُقتُرِحت آثار النبيذ الإيجابية على عملية أيض الكوليسترول، كمسبب لقلة تواجد حالات الإصابة بالحصاة الصفراوية بين الذين يشربون باعتدال بما أن الكوليسترول مركب أساسي في الحصوات الصفراوية.

### الصُداع
هناك العديد من الأسبابِ المحتملة لما يسمى بـ«صداع النبيذ الأحمر»، من ضمنها: الهيستامين/التيرامين وانكسار بعض المركبات الفينولية في النبيذ والتي تحمل الرسل الكميائية لالسيروتونين. وأحد الأسباب المرفوضة بشكلٍ عام من قبل أطباء الأرجية كمسببٍ غير محتمل لصداع النبيذ الأحمر هو الكبريتيت المستخدم كـمادة حافظة في النبيذ. والنبيذ، مثله مثل باقى المشروبات الكحولية، يُعتبر من مدرات البول الذي يؤدي إلى الجفاف الذي قد يقود إلى الصُداع (كما في الحالات المصحوبة بحالات الخمار). وفي عام 2006 أعلن الباحثون من جامعة كاليفورنيا في ديفيز استنتاجاتهم من الارتباط الجيني والتي تتمثل في أن الأحماض الأمينية الموجودة في النبيذ الذي تم تعديله قليلاً بواسطة عملية التخمير، قد تكون مسببةً الصداع المُرتبط بالنبيذ. ويَقترح البَحث تغييرات في عملية التخمير التي قد تساعد على التخفيف من خطر تلك الأحماض الأمينية على الذين يشربون النبيذ.

### الرؤية
الخصائص المضادة للأكسدة والمضادة للتخثر للنبيذ، قد يكون لها فائدة إيجابية بإبطاء آثار التنكس البقعي الذي يسبب تدهور الرؤية مع تقدم العمر. أظهرت دراسة أمريكية من أواخر التسعينيات أن رؤية الذين يشربون النبيذ باعتدال تعاني من تنكسات بقعية أقل من الذين لا يشربونه.

### إدارة الوزن

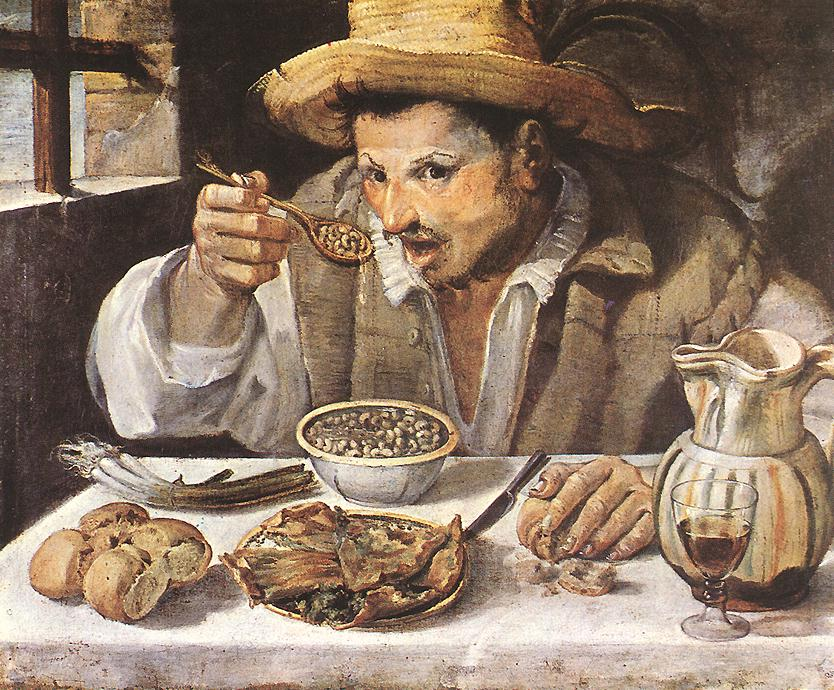
للنبيذ تاريخ طويل من احتسائه على الطعام وقد يساعد في إدارة الوزن من خلال تشجيعه لاستهلاك كميات أقل من الطعام.

ويعتقد آرثر أغاتستون، المشارك في إنشاء حمية الشاطئ الجنوبي، أن النبيذ ممكن أن يقدم منافع إيجابية في إدارة الوزن إذا تم استهلاكه مع الأكل.
| الآثار الصحية للنبيذ | يمكن للكحول أن يحفز الشهية ولهذا فمن الأفضل احتسائه مع الطعام. يمكن للكحول حين يختلط مع الطعام أن يبطئ من الزمن الذي تستغرقه المعدة لإفراغ الطعام ومن الممكن له أن يقلل من مقدار الطعام المتناول في الوجبة. | الآثار الصحية للنبيذ |

وبالمقارنة مع كثير من أنواع البيرة والمشروبات الغازية، كوب من النبيذ لديه قدرٌ معتدل من السعرات الحرارية. وتحتوى الجرعة المعييارية ل5 أونصات سائلة من النبيذ الأحمر (بناء على المحتوى الكحولي المتوسط 13%) على ما يقارب 106 سعر حراري و2.51 جرام من السكريات. بينما تحتوي جرعة مماثلة من النبيذ الأبيض تحتوى تقريبا على 100 سعر حراري و1.18 جرام من السكريات.

### النفسية والاجتماعية
تشير دراسات علم الأوبئة الدنماركية إلى أن عددًا من الفوائد الصحية النفسية ترتبط بشرب النبيذ. وفي دراسة اختبار هذه الفكرة، قام مورتنسن (Mortensen) وآخرون. (2001) بقياس الوضع الاجتماعي والاقتصادي، والتعليم، ونسبة الذكاء، والشخصية، والأعراض النفسية والسلوكيات المتعلقة بالصحة التي شملت استهلاك الكحول. وتم تقسيم التحليل إلى مجموعات ما بين الذين يشربون البيرة، والذين يشربون النبيذ، ثم تقسيمهم إلى هؤلاء الذين يشربون الخمور وأولئك الذين لا يتعاطونها إطلاقًا. أظهرت النتائج أن لكلٍ من الرجال والنساء الذين يشربون النبيذ، كانت هناك علاقة بالوضع الاجتماعي العالي للوالدين، والتعليم الأبوي، والحالة الاجتماعية للفرد قيد الدراسة. وعِندما تم عمل اختبارات ذكاء للأفراد قيد الدراسة، سجل الذين يشربون النبيذ بانتظام معدلاتٍ أعلى من نظرائهم من الذين يشربون البيرة. كان الفرق في متوسط مستوى الذكاء بين الذين يشربون النبيذ والبيرة 18 نقطة. وفيما يَخُص الأداء النفسي، والشخصي، وغيرها من السلوكيات المتعلقة بالصحة، وَجَدت الدراسة أن الذين يشربون النبيذ يتفاعلون بالمستويات المثلى، بينما أظهر الذين يشربون البيرة أداءً يقل عن المستويات المثلى. وبينما ترتبط تلك العوامل الاجتماعية والنفسية بالنواتج الصحية، فهى تعطي شرحًا قابلاً للتصديق على الأقل لبعض الفوائد الصحية للنبيذ.

## المعادن الثقيلة في الجدل على النبيذ
في 2008، اكتشف الباحثون في جامعة كينغستون بلندن أن النبيذ الأحمر يحتوي على معدلات عالية من المعادن السامة مقارنةً بالمشروبات الأخرى في العَينة المَدروسة. وعلى الرغم من أن الأيونات المعدنية، والتي من ضمنها الكروم، والنحاس، والحديد، والمنغنيز، والنيكل، وفاناديوم، والزنك، تتواجد أيضًا في المشروبات الأخرى القائمة على النباتات، أعطت عينة النبيذ معدلاتٍ أعلى بكثير لكل أيونات المعادن، وخصوصًا الفاناديوم  وتم حساب تقييم المخاطر باستخدام «حواصل المخاطر المستهدفة» (THQ) وهي الطريقة المستخدمة في قياس المخاوف الصحية المرتبطة بالتعرض مدى الحياة للملوثات الكيميائية. والتي وضعتها وكالة حماية البيئة في الولايات المتحدة وتُستَخدم عادةً لفحص المأكولات البحرية، أي قيم لنواتج القسمة المستهدفة للمخاطر أقل من 1 لا تمثل مخاطر، بينما وعلى سبيل المثال، إذا تم حساب معدلات الزئبق في الأسماك وحصلت على نواتج قسمة مستهدفة للمخاطر بين 1 و5 فهى بذلك تمثل مصدرًا للقلق.
وأكد الباحثون أن كأسًا واحدًا من النبيذ لن يؤدي إلى التسمم بالمعادن، مع الإشارة إلى أن حساباتهم لنواتج القسمة المستهدفة للمخاطر كانت على الفرد المتوسط الذي يشرب ثلث زجاجة نبيذ (250 مل) يوميًا بين عمر الثمانية عشر والثمانين ولكن «نواتج القسمة المستهدفة للمخاطر المجمعة» لأيونات المعادن في النبيذ الأحمر الذي حللوه أشارت إلى أنها وصلت إلى 125. ووجدت دراسة لاحقة من نفس الجامعة باستخدام التحليلات الفوقية للمعطيات المبنية على عينات نبيذ من تشكيلة من أغلب دول أوروبا، معدلات مرتفعة من الفاناديوم في العديد من أنواع النبيذ الأحمر، مما أظهر معدلات مجمعة لنواتج القسمة المستهدفة للمخاطر تتراوح بين 50 و200، مع تواجد البعض بمعدلات مرتفعة حتى وصلت إلى 350.
وأثارت الاستنتاجات جدلاً فوريًا بسبب عدة قضايا: : اعتماد الدراسة على معطيات ثانوية؛ وافتراض أن كل النبيذ المساهم في المعطيات يمثل جميع البلدان المذكورة؛ والتجميع بين الأيونات ذات التركيز العالي والتي لم تفهم جيدًا، مثل الفاناديوم، والأيونات الشائعة ذات التركيز القليل نسبيًا مثل النحاس والمنغنيز. بينما طبعت بعض المنشورات قوائم البلدان التي تبين «أسوأ المذنبين» وذكرت أن النبيذ من الدول الأخرى لا يشكل مخاطر على الصحة،  وأشار آخرون إلى أن عدم وجود أنواع نبيذ، وأصناف عنب محددة، ومنتجين معينين، أو حتى مناطق منتجة للنبيذ معينة، يقدم فقط تعميمات مضللة لا يجب الأخد بها في اختيار النبيذ.
وفي نشرة إخبارية لمتابعة نشر الاستنتاجات، أعرب قطاع الخدمات الصحية الوطنية للمملكة المتحدة عن قلقه من أن «الطريقة التي أضاف الباحثون بها مخاطر من معادن مختلفة مًعا لوضع درجة نهائية للخمور الفردية قد لا يكون لها معنى». وشكك المعلقون في الولايات المتحدة في أهمية تقييمات حواصل الخطر المستهدفة للمأكولات البحرية للمنتجات الزراعية، مقارنة بالمكتب التجاري للكحول والتبغ والضرائب (TTB)، المسؤول عن اختبار الواردات من تلوث الأيون المعدني، والذي لم يكتشف خطرًا متزايدًا. وادعى جورج سولاس (George Solas)، مُقَيم الجودة لِصالح هيئة التحكم في الخمور في أونتاريو (LCBO) الكندية، أن معدلات تلوث المعادن الثقيلة المذكورة في التقارير كانت ضمن المستويات المسموح بها لمياه الشرب في الخزان المائي المختبر.
بينما وصف قطاع الخدمات الصحية المطالبات بتصنيف النبيذ «كرد فعلٍ صارم» للأبحاث التي لم تقدم سوى «بعض الأجوبة المقنعة»، واعترفوا بطلب المؤلفين لأبحاثٍ إضافية للتحقيق في إنتاج النبيذ، على أن تتضمن الأبحاث نوعية العنب المستخدم، ونوع التربة، والمنطقة الجغرافية، والمبيدات الحشرية، وتلوث العبوات، والتغيرات الموسمية، التي قد يكون لها تأثير على امتصاص النبيذ لأيونات المعادن.

## وصلات خارجية
- الدكتور فيليب نوري (Dr. Philip Norrie) "التسلسل الزمني للنبيذ كدواء"
- "النبيذ الأحمر يشجع على صحة القلب — ولكن كيف؟"
- معلومات حول النبيذ والصحة